# Askham Richard
Askham Richard är en ort och civil parish i Storbritannien.   Den ligger i kommunen City of York och riksdelen England, i den centrala delen av landet, 280 km norr om huvudstaden London. Askham Richard ligger 30 meter över havet och antalet invånare är 273.
Terrängen runt Askham Richard är mycket platt. Runt Askham Richard är det ganska tätbefolkat, med 120 invånare per kvadratkilometer. Närmaste större samhälle är York, 7,6 km nordost om Askham Richard. Trakten runt Askham Richard består till största delen av jordbruksmark.